# Buteogallus lacernulatus
Buteogallus lacernulatus е вид птица от семейство Ястребови (Accipitridae). Видът е световно застрашен, със статут Уязвим.

## Разпространение
Видът е разпространен в Бразилия.